# Salzkammergut

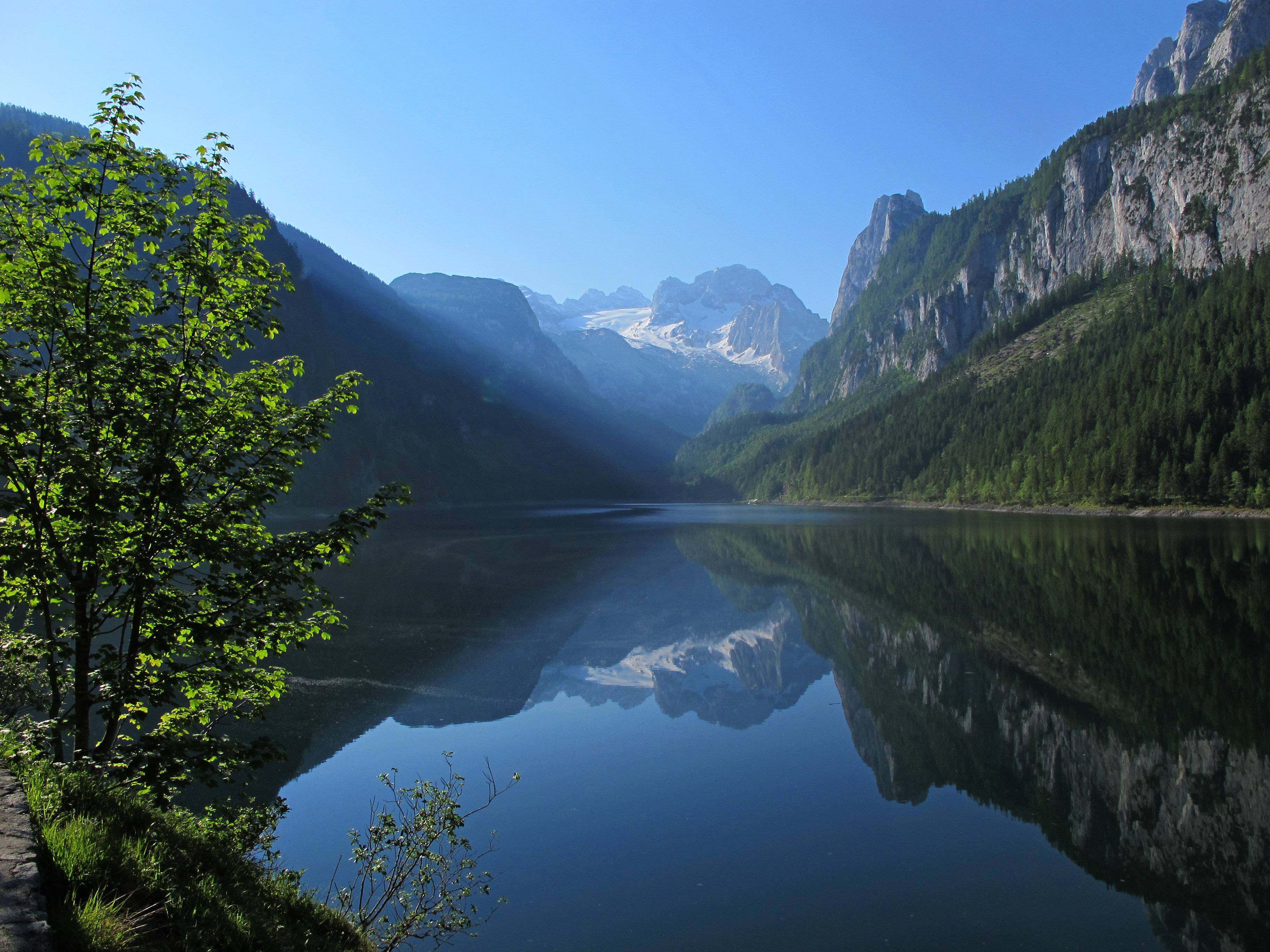
A Gosausee (háttérben a Dachstein)

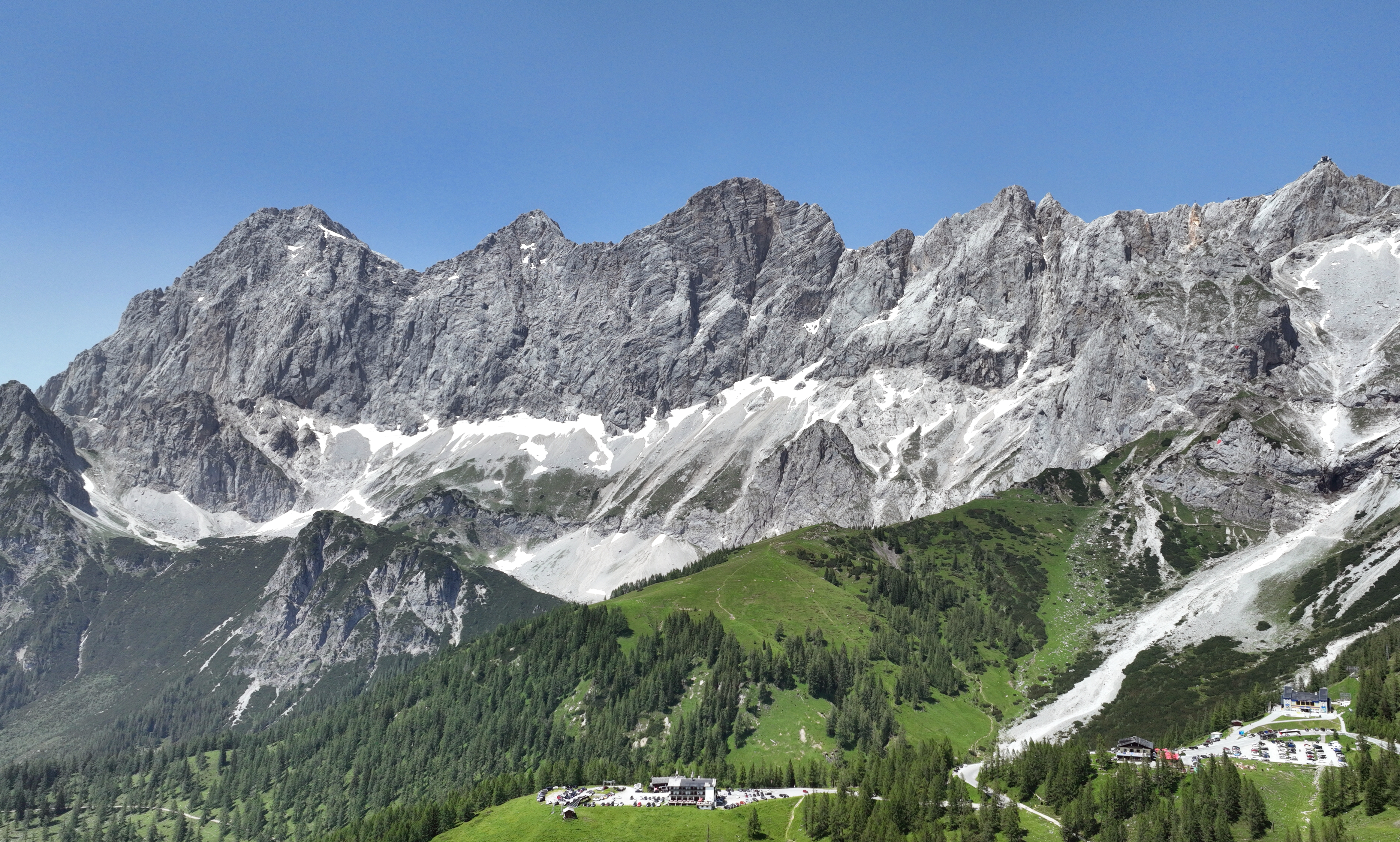
A Dachstein déli fala

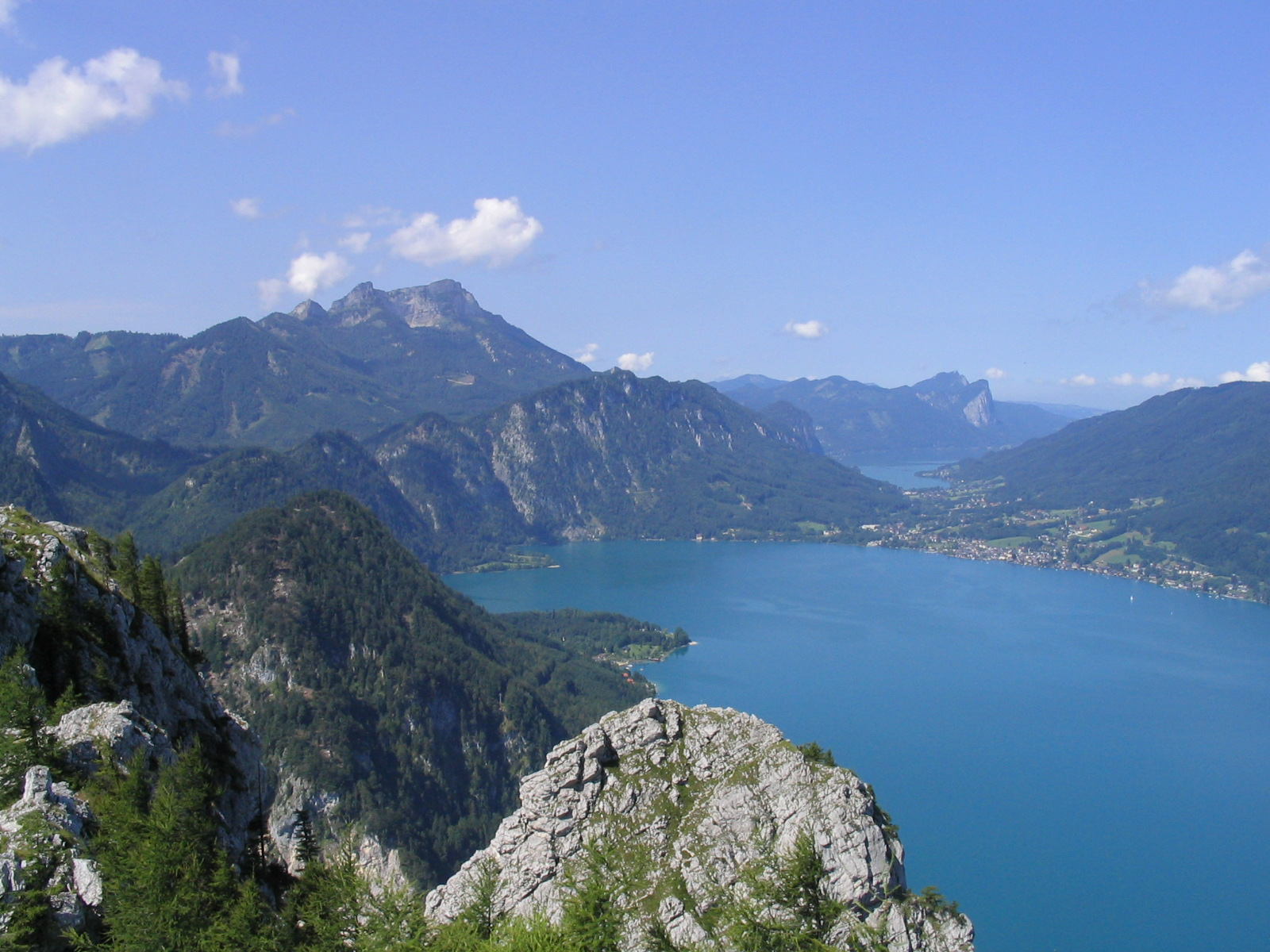
Az Attersee (háttérben a Mondsee)

A Salzkammergut Ausztria egyik történelmi tájegysége az Osztrák-Alpok északi peremén, döntően Felső-Ausztria tartomány délnyugati részén (illetve kisebb mértékben Stájerországban és Salzburg tartományban).
A tájegységet a Habsburgok Bad Ischl-i és hallstatti birtokai, de főleg a gmundeni sókamara által felügyelt régió után nevezték el Salzkammergutnak ("sókamarai birtok"). Mai értelemben a Salzkammergut térségét nyugaton a Fuschlsee, északon a Vöckla folyó, keleten az Alm folyó, délen pedig a Dachstein-hegység határolja. Külső zónája szinte Salzburg városáig ér. A tájat alacsony mészkőhegyek vonulatai és a köztük elhelyezkedő tavak jellemzik.    
A Salzkammergut déli része 1997 óta a Világörökség része.

## Földrajza
A Salzkammergut tájait a Traun folyó, annak mellékfolyói, az összesen 76 kisebb-nagyobb tó, a Salzkammerguti-hegység, valamint a térséget körbevevő Dachstein-, Totes-, Höllen-hegységek, a Traunstein és az Osterhorn-csoport hegységei jellemzik. Mivel az Alpok peremén helyezkedik el, domborzata igen változatos: északon elsősorban laposan lepusztult előhegyek, a törmelékes fliszónában alacsonyhegységek, délen pedig az Északi-Mészkőalpok alpesi zónája található. A jégkorszakban a tájat a Dachstein-gleccser borította. Az éghajlat melegedésével mai méretére zsugorodott és számos gleccsertavat hagyott maga után (és néhány lápot is, mint a Gosau melletti Löckermoos).
A mészkőből és dolomitból álló hegységek erőteljes karsztosodása következtében kiterjedt barlangrendszerek jöttek létre. Itt található Ausztria leghosszabb, 112 km-es járatrendszere a Hirlatzhöhlében, valamint az Északi-Mészkőalpok cseppkövekben leggazdagabb barlangja is (Gasselhöhle).
A tájegység felső-ausztriai része észak felé kiterjed a Traun folyó völgyére és a hozzátartozó tavakra (Hallstatti-tó, Traunsee), az Attersee-Mondsee medencére, egészen a Vöckla folyó völgyéig. A stájerországi Salzkammergut az Ausseerland tájegységet foglalja magába, a salzburgi Salzkammerguthoz pedig a Wolfgangsee és a Fuschlsee környéke tartozik.
A Salzkammergut területe 58 város és község önkormányzati területe között oszlik meg; közülük több mint 70% Felső-Ausztrában, kb. 15% Stájerországban és több mint 10% Salzburg tartományban található.

## Története
Az ember legrégebbi nyomai a térségében az őskőkorig nyúlnak vissza, a Totes-hegység barlangjaiban vadászok táborhelyét tárták fel a régészek. Az újkőkorban a legjellemzőbb kultúra a mondseei kultúra, amely a környező tavak partján építette cölöpökre emelt kis településeit. A hegyek gazdag sóbányáit korán felfedezték, i.e 3000 körül már kihasználták a sós források vizét, i.e 1500 körül pedig megkezdték kitermelni a hallstatti sóteléreket, amely így valószínűleg a világ legrégebbi sóbányája. Hallstattról egy vaskori prekelta kultúrát (i.e. 800-450) is elneveztek, amelynek a bánya közelében volt egy hatalmas temetője.  
A hallstatti kultúra a kelta La Tène-kultúrává fejlődött. A kelták megalapították a noricumi királyságukat, amelyet a rómaiak i.e. 15-ben annektáltak és provinciává szerveztek. Hallstattban és Altausseeben kisebb római településeket alapítottak, amelyeket azonban a germán markomannok és kvádok i.sz. 180 utáni betöréseik során elpusztítottak. Később a hunok elől menekülő germánok hullámai árasztották el a provinciát, amelyet i.sz. 480-ban Odoaker utasítására a rómaiak végleg feladták.
530 körül észak felől bajorok települtek a Keleti-Alpok környékére, míg délről az Enns völgyét követve szlávok érkeztek a régióba. A korábbi, romanizált kelta lakosság maradékával összeolvadva egy kevert bajor-szláv kultúra alakult ki. A kora középkori sóbányászatról nincsenek adataink, annak legkorábbi említése 900 körülről származik. 1000 tájékán azonban a sókitermelés és -kereskedelem már ismét virágzott. 
1200 körül a Német-római Birodalom keleti őrgrófságai hercegségekké alakultak át. Az Osztrák Hercegséget közel 300 évig a Babenbergek uralták, míg délen a Traungau-család a stájer őrgrófságot emelte hercegségi rangra. A 12. század első felében uralmukat kiterjesztették a belső Salzkammergutra, ám a nemzetség 1192-ben kihalt és birtokaikat a Babenbergek örökölték. 
1246-ban Civakodó Frigyes herceg elesett a magyarok ellen vívott Lajta-menti csatában és nem hagyott maga után fiúutódot. Az örökösödési válságot kihasználta Philipp von Spanheim salzburgi érsek és csapataival megszállta a Salzkammergut területét és az Enns-völgy jelentős részét és hódítását megvédendő Altaussee mellett felépítette Pflindsberg várát. Az érseknek azonban vissza kellett vonulnia, miután a Babenberg-örökségért vetélkedő II. Ottokár cseh és IV. Béla magyar királyok a budai békében kiegyeztek egymással. Az osztrák és stájer hercegségeket végül Habsburg Rudolf szerezte meg 1278-ban. Utóda, Albert herceg 1291-1297 között ún. sóháborút vívott IV. Konrad von Fohnsdorf salzburgi érsekkel a sóbányászat és -kereskedelem monopóliuma miatt. Albert 1298-ban feleségül vette Görzi Erzsébetet és jegyajándékul Yschllandot (a mai Bad Ischlt) adta neki; így kezdődött a Salzkammergut történetének újabb, Habsburg-magánbirtoki fejezete. A Traunsee déli partjától a Dachsteinig terjedő régiót Waldstein várából irányították. A birtokot I. Miksa császár bővítette ki a mondseei kolostor földjeinek megvásárlásával. 
A Kammergut (kamarai birtok) az uralkodó közvetlen magánbirtokainak elnevezése volt. Ezt a tájegységet először 1656-ban nevezték így. A 17. század végén és a 18. században a Habsburgok fokozatosan kiszorították a salzburgi érseket a sókereskedelemből, hozzájárulva annak világi hatalmának hanyatlásához. A 19. századig a Bad Ischl központú térséget és a sómonopóliumot közvetlenül a bécsi udvari kamara Sóhivatala irányította. Ebben az időszakban a Salzkammergut terjeszkedett, mert a vízben oldva továbbított só lepárlásához hatalmas mennyiségű tűzifára volt szükség.
A belső Salzkammerguthoz a Hallstatti-tó, a Gosau-völgy, az Ausseerland és Bad Isch környéke (egészen a Traunsee déli partján fekvő Ebenseeig) tartozik: itt bányászták és dolgozták fel a sót. A külső Salzkammergut az ettől északra eső térség. Az utóbbi elnevezést akkor kezdték használni, miután a császár Bad Ischl-be helyezte nyári rezidenciáját, a Salzkammergut felkapott hellyé változott és a tóvidék más települései is profitálni szerettek volna a hirtelen megugró turizmusból. 1877-ben megépült a Salzkammergutbahn vasútvonala. A 19. század közepén az Atterseet már a Salzkammerguthoz sorolták, majd ezt követte 1900 körül a Mondsee és az Irrsee. Mai értelemben vett határait a 20. század közepén érte el.  
A belső Salzkammergut nagyobbik részét – elsősorban Hallstattot – és a Dachstein-masszívumot 1997-ben felvették az UNESCO Világörökség-listájára.

## Gazdaság

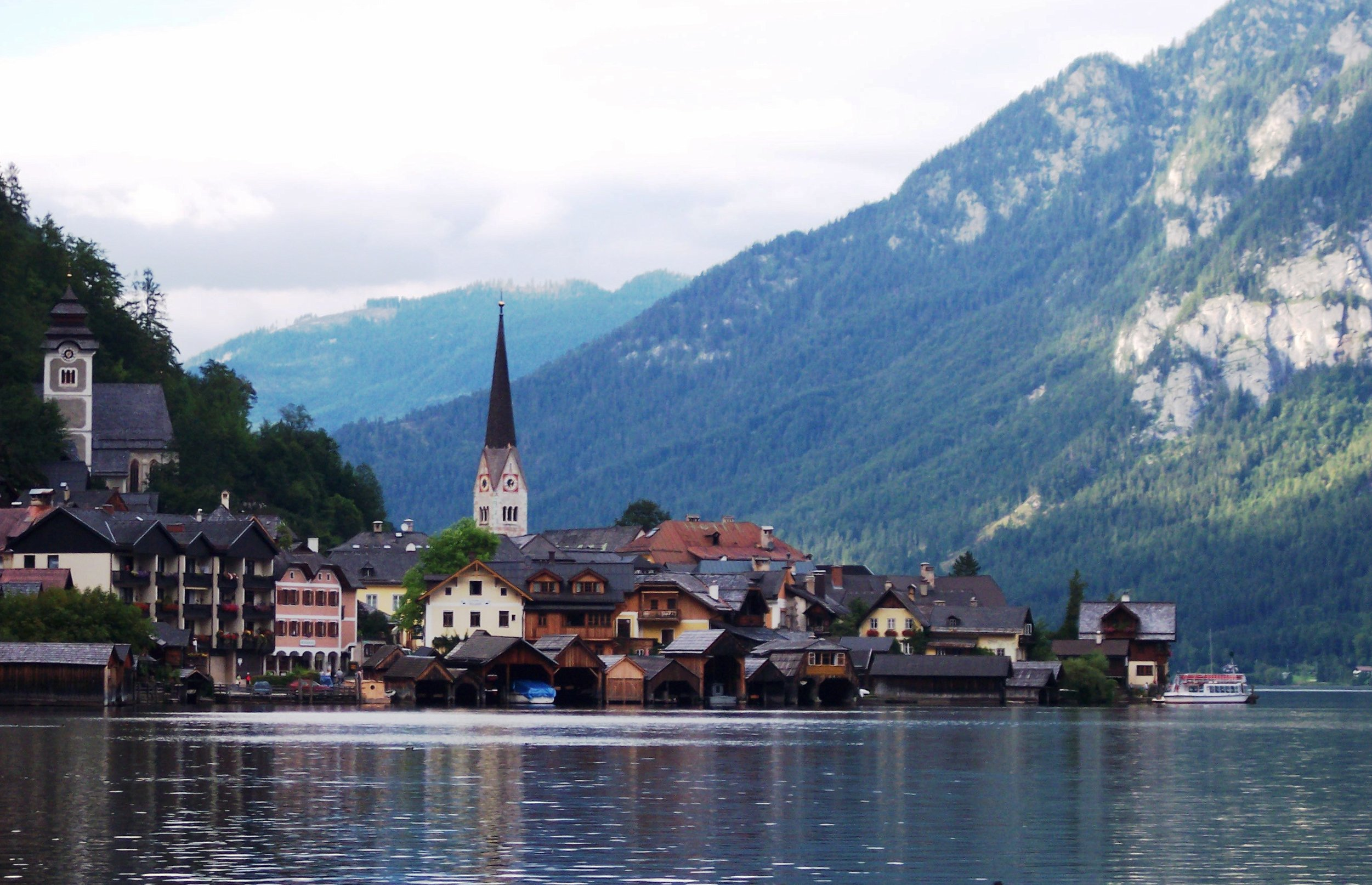
Hallstatt

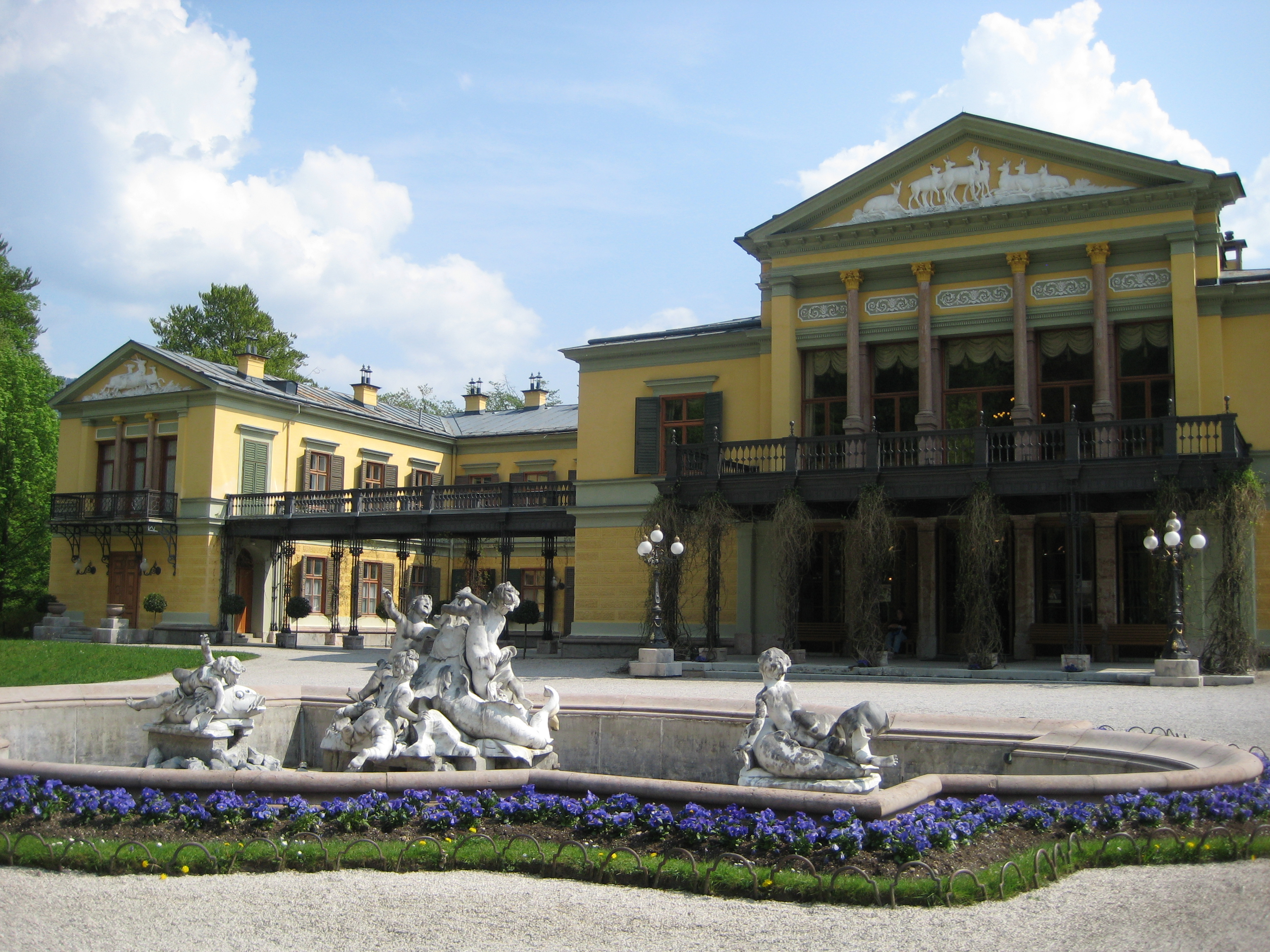
A császári villa Bad Ischl-ben

A Salzkammergut gazdasága elsősorban az idegenforgalmon alapszik. A turizmusnak több mint 150 éves hagyománya van itt, amióta I. Ferenc József Bad Ischlbe helyezte nyári rezidenciáját és az év felében innen irányította birodalmát. 1914-ben itt írta alá a Szerbia elleni hadüzenetet, amely elindította az első világháborút. 
A térség Ausztria egyik legfejlettebb turisztikai régiója. A kikapcsolódási lehetőségek közé tartozik a vízisportok űzése a tavakon, hegymászás és hegyi túrázás, lovaglás, téli sportok, a városnézés és múzeumok látogatása, kulturális események, a helyi gasztronómia kipróbálása. Tauplitzban található a világ legnagyobb síugrósánca. A Salzkammergut hírnevét nemcsak festői tájai, hanem történelmi kisvárosai és gyógyfürdői is öregbítik. 
A sóbányászat jelentősége ma már minimális, az ipart inkább a fafeldolgozás képviseli. Jelentősebb ipari parkok Ebenseeben, Gmundenben és Laakirchenben találhatók. Nagy hagyománya van a kisvállalkozásoknak és a kereskedelemnek. 2005-ben a munkanélküliség 4,8%-ával jóval az országos átlag (7,3%) alatt volt. 

## Kultúra
A salzkammerguti hagyományok igen erősek. Néprajzi és kulturális különállósága folytán a régiót tréfásan Ausztria tizedik tartományának is nevezik. Ilyen, csak itt követett hagyomány a glöckler, a vízkereszt előtti nap estéjén a lámpás felvonulás; vagy az Ausseerland nárciszfesztiválja; a csillagnárcisz a Salzkammergut üde alpesi rétjein bőven terem. Sokan hordják a népviseletet, amellyel eltartják a hagyományos kézműves mesterségek (szabók, cipészek, bőrcserzők) űzőit is. A korábban sokat kritizált és szigorúan szabályozott salzkammerguti madárvadászat 2010 óta Ausztria szellemi világörökségéhez tartozik.
A Salzkammergut romantikus tájai régóta vonzzák a festőket, köztük Ausztria 19-20. századi legismertebb művészeit. Gustav Klimt 1900-1916 között rendszeresen hosszabb időszakokat töltött az Atterseenél és ismert a wolfgangseei Zinkenbacher-festőkolónia is (tagjai voltak többek között Ferdinand Kitt, Franz von Zülow, Ernst Huber stb.).
A népszerű rendszeresen kulturális rendezvények közé tartozik a Bad Ischl-i Lehár-fesztivál, a salzkammerguti Mozart-fesztivál, a salzkammerguti ünnepi hét és a mondseei Heinrich Schiff-zenei napok.

## Fordítás
- Ez a szócikk részben vagy egészben  a   Salzkammergut című német Wikipédia-szócikk ezen változatának fordításán alapul.  Az eredeti cikk szerkesztőit annak laptörténete sorolja fel. Ez a jelzés csupán a megfogalmazás eredetét és a szerzői jogokat jelzi, nem szolgál a cikkben szereplő információk forrásmegjelöléseként.